# Caecilia thompsoni
Caecilia thompsoni, tiếng Anh thường gọi là Thomson's Caecilian là một loài lưỡng cư thuộc họ Caeciliidae.
Đây là loài đặc hữu của Colombia. Nó là loài lưỡng cư giống giun lớn nhất với chiều dài lên đến 1.5 m (5 ft) và cân nặng khoảng 1 kg (2.2 lb). Môi trường sống tự nhiên của chúng là rừng ẩm vùng đất thấp nhiệt đới hoặc cận nhiệt đới, vùng núi ẩm nhiệt đới hoặc cận nhiệt đới, các đồn điền, vườn nông thôn, và rừng trước đây suy thoái nghiêm trọng.